# Nordanatolische Verwerfung

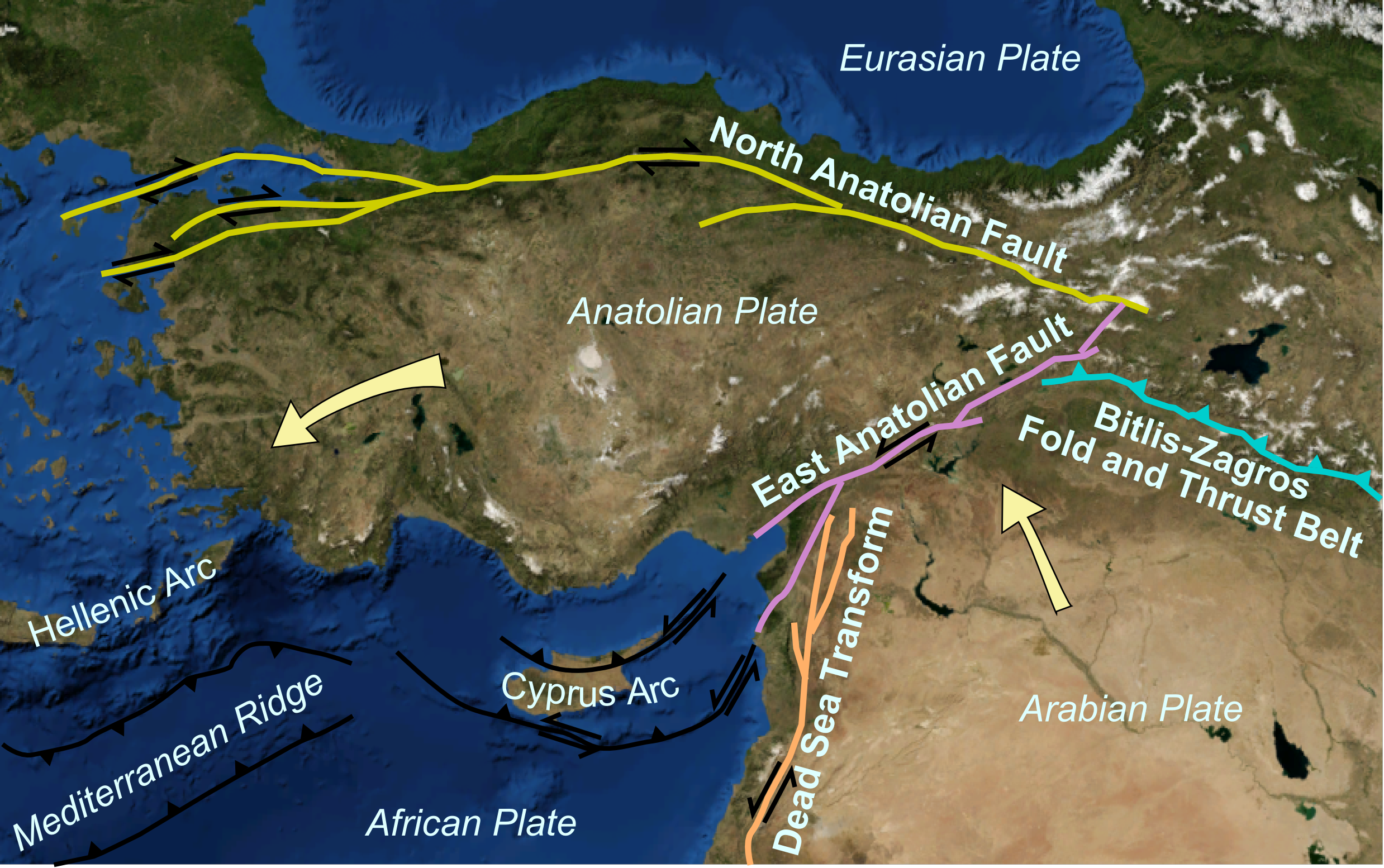
Plattentektonische Situation im nordöstlichen Mittelmeerraum, Nordanatolische Verwerfung in gelb, Pfeile zeigen die Bewegungsrichtungen der Anatolischen und Arabischen Platte relativ zur Eurasischen Platte

Die Nordanatolische Verwerfung (auch Nordanatolische Verwerfungszone, Nordanatolische Störung oder Nordanatolische Störungszone) ist eine rechtssinnige (dextrale) Transformstörung, die die Anatolische Kleinplatte nach Norden gegen die Eurasische Platte begrenzt. Sie erstreckt sich über ca. 1500 km quer durch den Norden der Anatolischen Halbinsel über das Marmarameer bis in die nördliche Ägäis. 
Die Anatolische Platte (auf der fast die gesamte Türkei und Zypern liegen), verschiebt sich mit einer Geschwindigkeit von etwa zweieinhalb Zentimetern pro Jahr in Richtung Westen. Von 1910 bis 2020 ereigneten sich an der Nordanatolischen Verwerfung zehn Erdbeben mit Magnituden von mehr als 6,7. Alle verursachten schwere Zerstörungen.
Drei dieser zehn Erdbeben (26. Dezember 1939 bei Erzincan, 2. Februar 1944 bei Bolu-Gerede und am 17. August 1999 das Erdbeben von Gölcük bei İzmit) hatten eine Stärke von mehr als 7,5. Bei Erzincan starben rund 33.000 Menschen, 1944 waren es fast 4.000 Tote und bei İzmit starben rund 18.000 Menschen.  

## Geologischer Hintergrund
Schwere Erdbeben insbesondere im östlichen Mittelmeerraum sind eine Begleiterscheinung der nunmehr rund 50 Millionen Jahre andauernden Kollision der Kontinentalblöcke Afrika-Arabiens und des nördlichen Eurasiens (vgl. → Alpidische Orogenese). Anders als in vielen anderen Abschnitten der Kollisionszone schieben sich im Norden der Türkei die Lithosphärenplatten aber nicht übereinander, sondern aneinander vorbei (Transformstörung). Die mittlere Geschwindigkeit an der Nordanatolischen Verwerfung beträgt 23 bis 25 Millimeter pro Jahr, der Gesamtversatz bis heute beträgt 80 bis 90 Kilometer. Während die Nordanatolische Verwerfungszone im Osten mit kaum mehr als 10 Kilometern sehr schmal ist, wird sie gegen Westen immer breiter und geht in eine Scherzone über, die im Bereich des Marmarameers einige hundert Kilometer breit ist.
Die Nordanatolische Verwerfung ist ein Resultat sogenannter Extrusions- oder Fluchttektonik: Infolge des Kollisionsdruckes bildete sich ein Kontinentalfragment, das der annähernd nord-südlich gerichteten Kompression nach Westen ausweicht – die Anatolische Platte (entsprechend seiner Form auch Anatolischer Keil genannt). Dabei können die Platten wegen der hohen Reibung nicht kontinuierlich aneinander vorbeigleiten. Stattdessen bauen sich über Tage bis Jahrzehnte hinweg mechanische Spannungen an den Plattengrenzen auf, die sich ruckartig dort in Form von Erdbeben entladen, wo die Spannung lokal größer als die Reibungskraft oder größer als die Festigkeit des Gesteins der entlang der Verwerfung mitunter faktisch ineinander verhakten Krustenschollen geworden ist. Das Gegenstück zur Nordanatolischen Verwerfung ist die Ostanatolische Verwerfung, die die Plattengrenze zur Arabischen Platte bildet.

## Forschungsgeschichte
Die Existenz einer langgestreckten seismischen Zone wurde in den 1930er Jahren erkannt. Allerdings wurde sie damals als Übergangszone zwischen Eurasien und Gondwana interpretiert und „Paphlagonische Narbe“ genannt. Die Bedeutung für tektonisches Geschehen wurde nach dem Erdbeben von Erzincan 1939 deutlich. Durch die Beschäftigung mit diesem und nachfolgenden Erdbeben erkannte İhsan Ketin 1948 die Verwerfungszone als rechtssinnige Transformstörung.

## Ähnliche Strukturen
Die San-Andreas-Verwerfung im Westen der USA wird oftmals zum Vergleich herangezogen, denn auch sie ist eine Transformstörung. Zwar ist die plattentektonische Situation bei der San-Andreas-Verwerfung eine etwas andere, denn sie liegt nicht in einer Kontinent-Kontinent-Kollisionszone, aber die Nordanatolische Verwerfung ähnelt ihr dennoch in vielen Punkten. Zum einen sind beide Störungen rechtssinnig (rechts-lateral, dextral), das heißt, die aus Sicht eines Beobachters jenseits der Störungslinie befindliche Scholle oder Platte ist jeweils nach rechts versetzt. Zudem haben sie ähnliche Abmessungen, bilden jeweils ein regelrechtes Verwerfungssystem mit mehreren Seitenästen und beide sind Quelle für Erdbeben mit hoher Magnitude. Ähnlich wie San Francisco an der San-Andreas-Verwerfung, das 1906 von einem starken Erdbeben zerstört wurde, ist auch die Millionenstadt Istanbul durch die Nordanatolische Verwerfung potenziell stark gefährdet.

## Gefahr für Istanbul

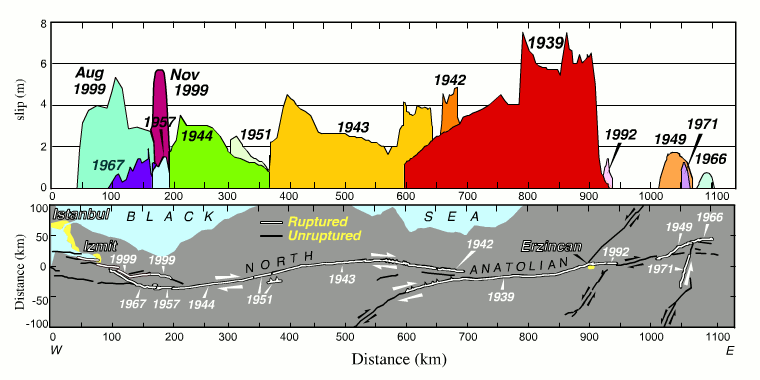
Schwere Erdbeben entlang der Nordanatolischen Verwerfungszone von 1939 bis 1999 und Beträge der damit verbundenen lokalen Bewegungen. Man beachte die vor allem in den Jahren 1939 bis 1944 deutlich ausgeprägte sukzessive westwärtige Propagierung der von Beben betroffenen Abschnitte der Verwerfung und der Bewegungsmaxima.

Trotz der Nähe zu der Nordanatolischen Verwerfung (nur etwa 20 Kilometer) wurde Istanbul zuletzt 1766 von einem schweren Erdbeben heimgesucht. Wissenschaftler des GeoForschungsZentrum Potsdam errechneten gemeinsam mit ihren türkischen Kollegen vom Kandilli-Observatorium für Erdbebenforschung eine Wahrscheinlichkeit von 60 Prozent für ein großes Beben innerhalb der nächsten drei Dekaden.
Schon während der letzten einhundert Jahre deutete eine Serie schwerer Erdbebenereignisse, deren Epizentren mit der Zeit nach Westen wanderten, darauf hin, dass Istanbul ein baldiges schweres Beben bevorsteht.
Das oben erwähnte Beben bei İzmit, nur 80 Kilometer östlich von Istanbul, war ein zusätzliches Warnsignal. Eine große Verwerfung kann sich nicht auf ganzer Länge zugleich bewegen, denn dazu ist der Reibungswiderstand viel zu groß. Stattdessen reißt die Erde abschnittsweise – im Falle des İzmit-Bebens auf 130 Kilometern Länge. Dabei kommt es aber nicht nur zu einer Entlastung der aufgestauten Spannung vor Ort, sondern auch zu einer Spannungskonzentration am Ende des aktiven Teils der Verwerfung. Dort wird dann, Jahre oder Jahrzehnte später, die Erde beben.
Erdbebenforscher sind rege in Istanbul tätig und versuchen, sich auf das drohende Beben bestmöglich vorzubereiten. Um geologisch die einzelnen Vorgänge besser nachvollziehen zu können, haben sie Stationen rund um das Marmarameer gebaut und auch auf dem Grund des Meeres geforscht. Zwar ist man nicht in der Lage, die Bevölkerung rechtzeitig zu warnen, jedoch werden mittlerweile automatische Systeme installiert, die im Fall des Erdbebens Gasleitungen schließen, Brückenampeln auf Rot stellen oder Züge anhalten sollen.
Im Jahr 2013 wurde nach vierjährigen Messungen eine 30 Kilometer lange Spannungszone in weniger als 20 Kilometer Entfernung von Istanbul entdeckt.